# Budapest népessége

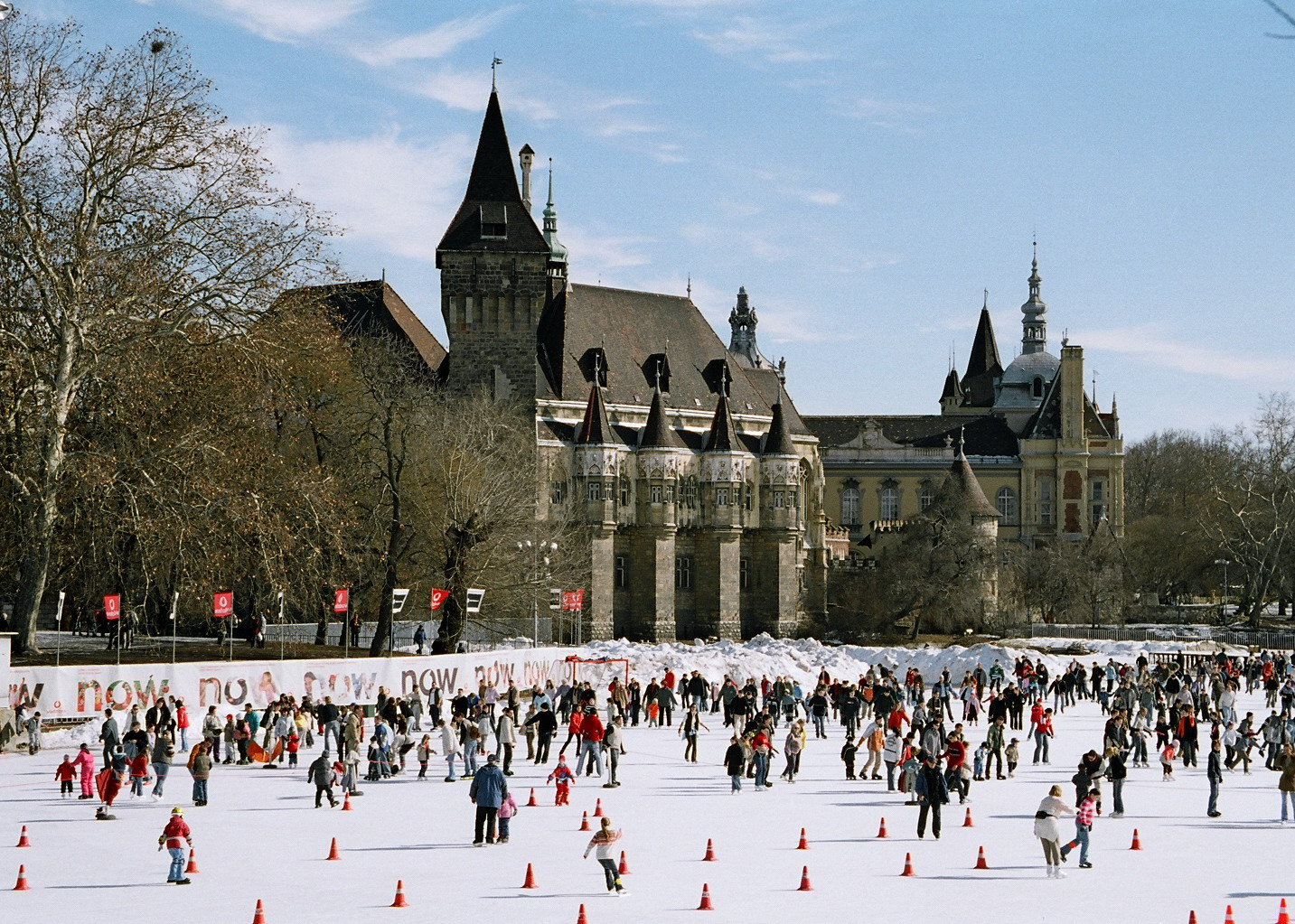
Városligeti műjégpálya

Budapest népessége a 2022-es népszámlálás idején 1 682 426 fő volt. A 2011. január 1-én közzétett hivatalos adat 1 733 685 főt közölt, ami akkor a közel három évtizedes csökkenés után újra növekedést mutatott a csökkenő mértékű természetes fogyás és a növekvő bevándorlás következtében. Ekkor a lakónépesség a 2007-es mélypont óta közel 40 000 fővel gyarapodott. 2010. január 1-jén 889 757 lakást tartottak számon a főváros közigazgatási területén. Nyelvileg, etnikailag a népesség viszonylag homogénnek tekinthető, azonban az elmúlt húsz évben jelentősen növekedett a külföldiek és a romák aránya, előbbiek 4,4, utóbbiak 4,6%-ot képviselnek a főváros teljes lakosságából. A budapesti agglomerációban 2010-ben 2 524 697 fő, 2023-ban már 2 577 384 fő élt (az ország összlakosságának több, mint egynegyede), míg a budapesti várostérségben hozzávetőlegesen 3,5 millió fő. Ezzel a magyar főváros a legnépesebb nagyvárosi övezet Kelet-Közép-Európában.
A 2022-es népszámlálás adatai alapján a legtöbb külföldi származású állandó lakossal az V. a VI. a VII. és a VIII. kerület rendelkezett. (Az összes kerületben 98 319 külföldi élt.) A 2024-es statisztika alapján változatlanul a II. és a XII. kerületben a legmagasabb az egy főre jutó bruttó havi átlagjövedelem.

## Anyanyelvi- és nemzetiségi megoszlás
A korai újkor előtti időkből kevés forrás áll rendelkezésünkre Magyarország és a mai Budapest etnikai arculatáról, ezek közül az egyik a Magyar Királyi Kincstár 1494-95-ös, az egész országra kiterjedő összeírása. E szerint Buda, Pest, Óbuda és a főváros teljes mai területe magyar többségű volt, ahogy a mai agglomeráció is teljesen magyar nyelvterület volt. A 18. század elejére a török hódoltságra jellemző folyamatos háborúk és fosztogatások megváltoztatták a korábban egységes etnikai térszerkezetet, a települések egy része elpusztult, mások elvesztették magyar jellegüket, ahogy a főváros is. Az 1715-ös összeírás szerint Buda, Pest, Óbuda és Tétény német, Rákospalota magyar, Rákosszentmihály szlovák többségű volt, míg Csepel különböző délszláv néptöredékeknek adott otthont, akik fokozatos északra húzódása jellemezte a 150 éves megszállást. A mai Újpest, Újpalota, Rákosmente és Dél-Pest (Kispest, Pesterzsébet, Pestszentlőrinc, Pestszentimre, Soroksár) területe lakatlan pusztaként (deserta) volt nyilvántartva. A megfogyatkozott népesség pótlása már a török kiűzése után megindult a spontán, belső és országhatárokon átnyúló vándormozgalmaknak köszönhetően, az újratelepülést segítette a bécsi udvar és a különböző földesurak által szervezett telepítési akciók is, amelynek keretében főként katolikus németek („svábok”) érkeztek Buda környékére délnémet területekről és a Rajna-völgyéből, katolikus és evangélikus szlovákok („tótok”) a Felvidékről és kisebb részben, szervezetlenül katolikus magyarok a pusztítások által kevésbé érintett területekről (Nyugat-Dunántúl, Felvidék, Jászság, Palócföld). Az 1784-es, II. József-féle népszámlálás idejére jelentősen nem módosultak a nyelvi és etnikai viszonyok, azonban a betelepülések következtében a főváros és környékének német jellege erősödött, Csepel és a korábban lakatlan Soroksár is német többségű lett, Rákoscsabára szlovákok települtek.
A középkori, egységes etnikai térszerkezet visszarendeződése a 19. században indult meg, ennek kiváltó okaként az iparosodás kezdetét és ennek nyomán fellépő tömeges belső vándorlást nevezhetjük meg. A Mezőföld és az Alföld középső és déli, lakatlan területeinek újratelepülése miatt népességrobbanás következett be a magyarság körében, arányuk és számuk e miatt gyorsabban növekedett a többi nemzetiségnél a 19. század folyamán. A gyors természetes szaporulat következtében a magyar agrártársadalom a kiegyezés idejére már a túlnépesedés jeleit mutatta, a magyarságon belül volt a legmagasabb a földnélküliek, agrárproletárok aránya, e miatt az ország legnagyobb nemzetisége nagyobb arányban kapcsolódott be a városiasodás folyamatába, ez járult hozzá legnagyobb mértékben a főváros gyors elmagyarosodásához. Ezek a magyar anyanyelvű, mezőgazdasági közösségek jelentették a meginduló ipari fejlődés során rövid idő alatt milliós, majd kétmilliós várossá hízó Budapest legfőbb népességellátóját egészen az 1970-es évekig. Az 1880-as népszámlálás idejére az 1873-ban megalakult Budapest székesfőváros magyar többségűvé vált, azonban néhány környék (Óbuda, Tétény, Csepel) még a századfordulóig megőrizte német jellegét. Az 1880 és 1910 közötti időszakot a magyar nyelv általános elterjedése és egyeduralkodóvá válása jellemezte. A magyarság aránya 30 év alatt 56,75%-ról 85,9%-ra növekedett, ezzel szemben a németek aránya 34,3%-ról 9%-ra, a szlovákoké 6,1%-ról 2,3%-ra csökkent. E mellett a németek 72,5%-a, a szlovákoknak pedig 79,7%-a beszélte a magyar nyelvet. A magyar nyelvet legnagyobb mértékben a reformátusok beszélték, míg a németet az izraeliták. 1910-ben egy budapesti lakos átlagosan 1,69 nyelvet beszélt, ezen belül a budapesti magyarok átlagosan 1,62 nyelvet beszéltek, ami alacsonyabb volt a városi átlagnál, mivel az addigra egynyelvűvé vált városban nem voltak rászorulva más nyelv ismeretére. Az első világháború, a forradalmak és országot csapásként érő trianoni békeszerződés sem tudta megállítani Budapest további fokozatos, végül a második világháború kezdetére teljessé váló elmagyarosodását.

### Anyanyelvi megoszlás 1715 és 1891 között
|         | 1715  | 1737  | 1750  | 1851  | 1881  | 1891   |
| ------- | ----- | ----- | ----- | ----- | ----- | ------ |
| magyar  | 19,4% | 22,5% | 22,2% | 36,6% | 55,1% | 67,15% |
| német   | 55,6% | 57,8% | 55,2% | 56,4% | 33,3% | 23,7%  |
| szlovák | 2,2%  | 5,6%  | 6,5%  | 5,0%  | 6,0%  | 5,6%   |
| egyéb   | 22,8% | 14,1% | 16,1% | 2,0%  | 2,8%  | 5,6%   |

## Felekezeti megoszlás

### Pest lakosainak vallás szerinti megoszlása az egyes városrészekben, 1822-ben
| városrész   | lelkész | katolikus     | görögkeleti | evangélikus | református  | izraelita   | összesen |
| ----------- | ------- | ------------- | ----------- | ----------- | ----------- | ----------- | -------- |
| Belváros    | 117     | 10600         | 665         | 443         | 405         | 138         | 12368    |
| Lipótváros  | 4       | 4321          | 244         | 343         | 137         | 502         | 5571     |
| Terézváros  | 4       | 12756         | 77          | 217         | 131         | 2843        | 16028    |
| Józsefváros | 8       | 9835          | 3           | 202         | 181         | 2           | 10331    |
| Ferencváros | -       | 3616          | 46          | 108         | 129         | 8           | 3907     |
| összesen    | 133     | 41128 (85,5%) | 1035 (2,2%) | 1313 (2,7%) | 1003 (2,1%) | 3493 (7,3%) | 48105    |

### A népesség felekezeti megoszlása a 2011. évi népszámlálási adatok alapján

A lakosság vallási összetétele (2011)

| Vallási közösség                 | Arány (%) |
| -------------------------------- | --------- |
| Római katolikus                  | 29,0      |
| Evangélikus                      | 1,8       |
| Református                       | 8,5       |
| Görögkatolikus                   | 0,9       |
| Izraelita                        | 0,5       |
| Egyéb                            | 2,6       |
| Nem tartozik vallási közösséghez | 22,9      |
| Nem válaszolt                    | 33,9      |

## A népesség területi származása

### A főváros legjelentősebb népességellátói
| Születési hely (vármegye, 1930) | Népesség száma (fő) | Születéskori lakóhely (megye, 2001) | Népesség száma (fő) |
| ------------------------------- | ------------------- | ----------------------------------- | ------------------- |
| Pest-Pilis-Solt-Kiskun          | 88 108              | Pest                                | 93 665              |
| Fejér                           | 37 056              | Szabolcs-Szatmár-Bereg              | 59 823              |
| Jász-Nagykun-Szolnok            | 26 861              | Borsod-Abaúj-Zemplén                | 48 472              |
| Zala                            | 24 624              | Jász-Nagykun-Szolnok                | 44 850              |
| Vas                             | 22 949              | Hajdú-Bihar                         | 38 145              |
| Veszprém                        | 21 126              | Bács-Kiskun                         | 36 143              |
| Tolna                           | 17 737              | Békés                               | 31 391              |
| Somogy                          | 16 941              | Fejér                               | 26 868              |
| Komárom                         | 16 903              | Heves                               | 25 466              |
| Bács-Bodrog                     | 15 753              | Veszprém                            | 22 332              |
| Heves                           | 15 665              | Zala                                | 20 073              |
| Nyitra                          | 14 226              | Csongrád                            | 19 955              |
| Nógrád                          | 13 009              | Somogy                              | 19 423              |

## Népességnövekedés
| Időszak   | Természetes szaporodás | Vándorlási különbözet | Tényleges szaporodás | Népesség az időszak végén |
| --------- | ---------------------- | --------------------- | -------------------- | ------------------------- |
| 1877-1880 | 2539                   | 59 020                | 61 559               | 370 767                   |
| 1881-1890 | 17 227                 | 118 390               | 135 617              | 506 387                   |
| 1891-1900 | 68 296                 | 158 678               | 226 974              | 733 385                   |
| 1901-1910 | 65 553                 | 81 460                | 147 013              | 880 371                   |
| 1911-1920 | 17 731                 | 30 894                | 48 625               | 928 996                   |
| 1921-1930 | 2704                   | 74 484                | 77 188               | 1 006 184                 |
| 1931-1941 | -9111                  | 167 890               | 158 779              | 1 164 963                 |
| 1941-1944 | 5714                   | 65 243                | 70 957               | 1 235 920                 |
| 1944-1945 | -24 401                | -378 719              | -403 120             | 832 800                   |
| 1945-1947 | -4429                  | 245 073               | 240 644              | 1 073 444                 |
| 1877-1947 | 141 823                | 622 413               | 764 236              | 1 073 444                 |

## Lakásállomány

### A rendes, lakott lakások szobaszám szerinti megoszlása Budapest korabeli területén 1880 és 1941 között
| Év   | Lakások száma | 1 szobás        | 2 szobás       | 3 szobás       | 4 és több szobás | Egyéb lakóegység | Száz lakásra jutó lakó |
| ---- | ------------- | --------------- | -------------- | -------------- | ---------------- | ---------------- | ---------------------- |
| 1880 | 68 535        | 42 508 (62,0%)  | 14 188 (20,7%) | 6037 (8,8%)    | 5802 (8,2%)      | 0                | 519                    |
| 1890 | 94 359        | 58 207 (61,7%)  | 19 591 (20,8%) | 8260 (8,8%)    | 8301 (8,8%)      | 0                | 516                    |
| 1900 | 144 125       | 84 757 (58,8%)  | 34 403 (23,9%) | 14 086 (9,8%)  | 10 879 (7,5%)    | 0                | 488                    |
| 1910 | 169 034       | 92 825 (54,9%)  | 41 376 (24,5%) | 18 424 (10,8%) | 16 034 (9,5%)    | 475 (0,3%)       | 521                    |
| 1920 | 203 993       | 107 483 (52,7%) | 54 282 (26,6%) | 24 346 (11,9%) | 17 168 (8,4%)    | 714 (0,4%)       | 455                    |
| 1930 | 239 508       | 127 187 (53,1%) | 63 715 (26,6%) | 28 044 (11,7%) | 19 811 (8,3%)    | 751 (0,3%)       | 420                    |
| 1941 | 283 025       | 152 398 (53,8%) | 78 191 (27,6%) | 32 401 (11,4%) | 18 717 (6,6%)    | 1318 (0,5%)      | 412                    |

### A lakások szobaszám szerinti megoszlása Budapest mai területén 1949 és 2001 között
| Év   | Lakások száma | 1 szobás        | 2 szobás        | 3 szobás        | 4 és több szobás | Egyéb lakóegység | Száz lakásra jutó lakó |
| ---- | ------------- | --------------- | --------------- | --------------- | ---------------- | ---------------- | ---------------------- |
| 1949 | 464 217       | 285 505 (61,5%) | 124 098 (26,7%) | 36 304 (7,8%)   | 12 670 (2,7%)    | 5640 (1,2%)      | 343                    |
| 1960 | 535 855       | 322 575 (60,2%) | 165 224 (30,8%) | 37 556 (7,0%)   | 8912 (1,7%)      | 1588 (0,3%)      | 337                    |
| 1970 | 619 414       | 302 220 (49,1%) | 219 090 (35,4%) | 74 042 (12,0%)  | 22 075 (3,6%)    | 5                | 323                    |
| 1980 | 709 429       | 252 774 (35,6%) | 332 661 (46,9%) | 105 489 (14,9%) | 18 505 (2,6%)    | 0                | 290                    |
| 1990 | 775 523       | 189 755 (24,5%) | 314 244 (40,5%) | 199 602 (25,7%) | 71 922 (9,3%)    | 0                | 260                    |
| 2001 | 820 977       | 176 683 (21,5%) | 325 082 (39,6%) | 219 960 (26,8%) | 99 252 (12,1%)   | 0                | 217                    |

### A lakásállomány felszereltsége 1949 és 2001 között
| Év   | Lakások száma | Hálózati vízvezetékkel | Belső vízöblítéses WC-vel | Közcsatornával  | Hálózati gázzal | Villannyal      |
| ---- | ------------- | ---------------------- | ------------------------- | --------------- | --------------- | --------------- |
| 1949 | 464 217       | 304 932 (65,7%)        | 215 004 (46,3%)           | n.a.            | n.a.            | 416 263 (89,7%) |
| 1960 | 535 855       | 390 634 (72,9%)        | 275 006 (51,3%)           | n.a.            | 230 282 (43,0%) | 530 164 (98,9%) |
| 1970 | 619 414       | 524 487 (84,7%)        | 395 406 (63,8%)           | 495 317 (80,0%) | 323 366 (52,2%) | 617 031 (99,6%) |
| 1980 | 709 429       | 669 930 (94,4%)        | 569 631 (80,3%)           | 571 963 (80,6%) | 458 513 (64,6%) | 708 584 (99,9%) |
| 1990 | 775 523       | 771 181 (99,4%)        | 703 610 (90,7%)           | 673 433 (86,8%) | 611 267 (78,8%) | n.a.            |
| 2001 | 820 977       | 815 994 (99,4%)        | 788 012 (95,9%)           | 750 579 (91,4%) | 730 937 (89,0%) | n.a.            |

## Termékenység

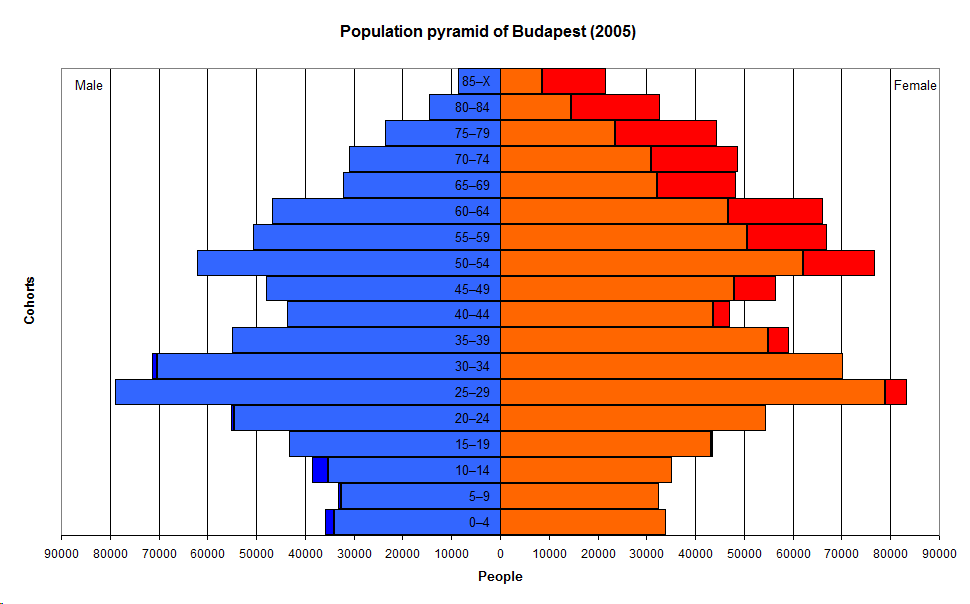
Budapest korfája (2005)

Budapesten a népesség természetes reprodukciója (újratermelődése) az 1950-es évek vége óta nem biztosított, az 1956-os forradalom óta a halálozások száma kisebb időszakokat (1969 és 1974-77) leszámítva meghaladja a születésekét. A rendszerváltást követő első szabad választás évében a teljes termékenységi arányszám (TFR) 1,46 volt, ez 1990-ben messze a legalacsonyabb érték volt az országban (az alulról a második helyen álló Csongrád- és Vas megye értéke 1,75 volt). A lezajlott társadalmi-gazdasági változások negatívan befolyásolták a szülőképes korú nők termékenységét, az ezredfordulóra a TFR 1,05-re csökkent, ami pontosan fele az ideális 2,1-nek (egy nőnek élete során átlagosan 2,1 gyermeket kellene világra hoznia, hogy a népesség középtávon fennmaradjon). A 2000-es évek elején kis mértékben emelkedni kezdett a termékenység, ugyanis szülőképes korba érkeztek a Ratkó-unokák (az 1974-77 között születettek, lásd: korfa), így 2008-ra a TFR 1,18-ra emelkedett. Jelentősen emelkedett a szülő nők életkora, míg a rendszerváltás idején átlagosan 24,7 évesen szültek a budapesti nők, addig 2008-ban közel 30 éves korukban (29,9). A házasságon kívüli születések tekintetében figyelemreméltó konzervatív fordulat következett be, 1990-ben a fővárosban kiemelkedően magas volt a házasságon kívüli születések aránya (17,4%) a megyékhez és az országos átlaghoz képest, 2008-ra viszont az utolsók közé került a 33,4%-os aránnyal. A Duna egyértelmű választóvonalat jelent ebben a tekintetben is, a budai kerületekben szülő nők lényegesen nagyobb aránya házas, mint a pestieké, a két szélsőértéket a Józsefváros (48,9%) és a II. kerület (22,6%) képviseli, a kedvezőbb társadalmi-gazdasági helyzetben lévő kerületekben alacsonyabb, míg a kevésbé fejlett városrészekben magas a házasságon kívüli születések aránya.

## Budapest népessége 1910-ben
Az 1910-es népszámlálás alkalmával Budapesten (Kis-Budapesten) 880 371 főt írtak össze, ebből 418 968 fő polgári férfi, 446 767 fő polgári nő és 16 636 fő katona volt. 1000 férfire 1030 nő jutott, a legjelentősebb nőtöbblet a polgári IV. kerületben (mai Lipótváros és Újlipótváros) volt, ahol 1000 férfire 1220 nő jutott, ezzel szemben az ipari jellegű IX. és X. kerületben (Ferencváros és Kőbánya) férfitöbblet volt tapasztalható.
A legnépesebb kerület Erzsébetváros volt 181 863 lakossal (a mainál lényegesen tágabb kerülethetárok között), míg a legkisebb a Belváros 25 000 lakossal.
Az 1880-1910 közötti időszakban a nagymértékű bevándorlás következtében a budapesti születésűek aránya 42,75%-ról 35,34%-ra csökkent, a pest megyei születésűek aránya kis mértékben emelkedett (7,73%-ról 8,08%-ra), míg az egyéb magyarországi születésűek aránya rohamosan növekedett (37,92%-ról 50,26%-ra). A külföldi születésűek aránya folyamatosan csökkent.
Az összeírt 880 371 főből 526 151 (59,8%) római katolikus, 203 687 (23,1%) izraelita, 86 990 (9,9%) református és 43 526 (4,9%) evangélikus volt. Az 1880-1910 közötti időszakot a zsidók és reformátusok térnyerése jellemezte, míg a római katolikusok és az evangélikusok (akik korábban a város lakosságának túlnyomó többségét alkották) aránya folyamatosan csökkent.
Az 1880 és 1910 közötti időszakot a magyar nyelv általános elterjedése és egyeduralkodóvá válása jellemezte. A magyarság aránya 30 év alatt 56,75%-ról 85,9%-ra növekedett, ezzel szemben a németek aránya 34,3%-ról 9%-ra, a szlovákoké 6,1%-ról 2,3%-ra csökkent. Tekintve, hogy a németség és a szlovákság természetes szaporulata gyorsabb volt a magyarságénál ezek az arányváltozások hatalmas mértékű elmagyarosodást takarnak. E mellett a németek 72,5%-a, a szlovákoknak pedig 79,7%-a beszélte a magyar nyelvet. A magyar nyelvet legnagyobb mértékben a reformátusok beszélték, míg a németet az izraeliták. 1910-ben egy budapesti lakos átlagosan 1,69 nyelvet beszélt, ezen belül a budapesti magyarok átlagosan 1,62 nyelvet beszéltek, ami alacsonyabb volt a városi átlagnál, mivel az addigra egynyelvűvé vált városban nem voltak rászorulva más nyelv ismeretére.
1869-ben a lakosság 68,5%-a tudott írni-olvasni, ez az arány 1910-re 92,5%-ra emelkedett, Kőbányán és Óbudán volt a legkedvezőtlenebb (90% alatti), míg a legjobb a Belvárosban 95,9%-kal. A felekezetek tekintetében a műveltség foka az izraelitáknál volt a legmagasabb.
Az össznépesség 56%-a kereső, 44%-a eltartott volt. A keresőkön belül a legjelentősebb hányadot az ipari munkások képviselték (45,2%), így Budapest még Újpest és Csepel nélkül is ipari város volt. A gyári munkásokat messze lemaradva a kereskedelmi- és hitelintézeti alkalmazottak (15%), a közalkalmazottak és szabadfoglalkozásúak (10,2%), házi cselédek (8,2%), közlekedési alkalmazottak (8,2%) és egyéb foglalkoztatottak (13,2%) követték, tehát a gyári munkásság, a cselédség és a kispolgárság alkotta a korabeli budapesti társadalom abszolút többségét.

## Budapest leggyakoribb vezetéknevei 1910-ben
Auer, Balassa, Balázs, Bálint, Balla, Balogh, Barna, Bartha, Bartos, Bauer, Beck, Benedek, Berger, Berkovits, Biró, Blau, Bleier, Blum, Boros, Böhm, Braun, Breuer, Burger, Büchler, Csillag, Deák, Dénes, Deutsch, Eisler, Eugel, Erdélyi, Erdős, Faragó, Farkas, Fehér, Fekete, Ferenczy, Fischler, Fleischer, Fleischmann, Fodor, Frank, Frankl, Freund, Fried, Friedmann, Friedrich, Fuchs, Fülöp, Fürst, Gaál, Garai, Gáspár, Geiger, Gergely, Gerő, Glück, Goldberger, Goldstein, Gottlieb, Grossmann, Grosz, Gruber, Grün, Grünbaum, Grünfeld, Grünwald, Guttmann, Győri, Haas, Hahn, Hajdu, Hajós, Halász, Hartmann, Havas, Hegedüs, Heller, Herczeg, Hermann, Herz, Herzog, Hirsch, Hirschler, Hoffmann, Horváth, Huszár, Illés, Jankovics, Juhász, Kálmán, Kalmár, Kardos, Katona, Kaufmann, Kelemen, Keller, Kellner, Kemény, Kertész, Király, Kiss, Klein, Koch, Kocsis, Kohn, Kovács, Kozma, König, Kramer, Krausz, Kun, Láng, László, Laufer, Lázár, Lederer, Lengyel, Lévay, Löwinger, Löwy, Lukács, Lusztig, Magyar, Mandl, Markovits, Márkus, Mayer, Mészáros, Mezey, Molnár, Müller, Nagy, Nemes, Németh, Neumann, Novák, Oesterreicher, Oláh, Pálfi, Papp, Pfeifer, Pick, Pintér, Polacsek, Polgár, Politzer, Pollák, Popper, Rácz, Radó, Reich, Reiner, Reisz, Révész, Richter, Róna, Rónai, Rosenberg, Rosenfeld, Rosenthal, Rosenzweig, Róth, Rózsa, Salamon, Sándor, Schaffer, Schiller, Schlesinger, Schmidt, Schneider, Schön, Schönfeld, Schulz, Schwarz, Sebestyén, Simon, Singer, Sipos, Somogyi, Soós, Spiegel, Spitz, Spitzer, Stark, Stein, Steiner, Stern, Strasser, Strausz, Sugár, Szabó, Szalay, Szántó, Szász, Szegő, Székely, Szigeti, Szilágyi, Szűcs, Takács, Tolnai, Tolnai, Tóth, Török, Ungár, Vágó, Vajda, Várady, Varga, Vass, Végh, Virág, Vörös, Wagner, Wéber, Weinberger, Weiner, Weisz, Winkler, Wolf, Zimmermann
A magyarosodás folyamán a legtöbb magyarrá vált személy megtartotta korábbi családnevét, így megfigyelhető a német (sváb) és askenázi zsidó vezetéknevek gyakori előfordulása. Az elmúlt száz év folyamán a folyamatos bevándorlás és a holokauszt következtében bizonyos mértékben kicserélődött, és több névmagyarosítási hullámon átesett lakosság már főleg az egész magyarságra jellemző vezetékneveket visel.

## Történelmi adatsorok

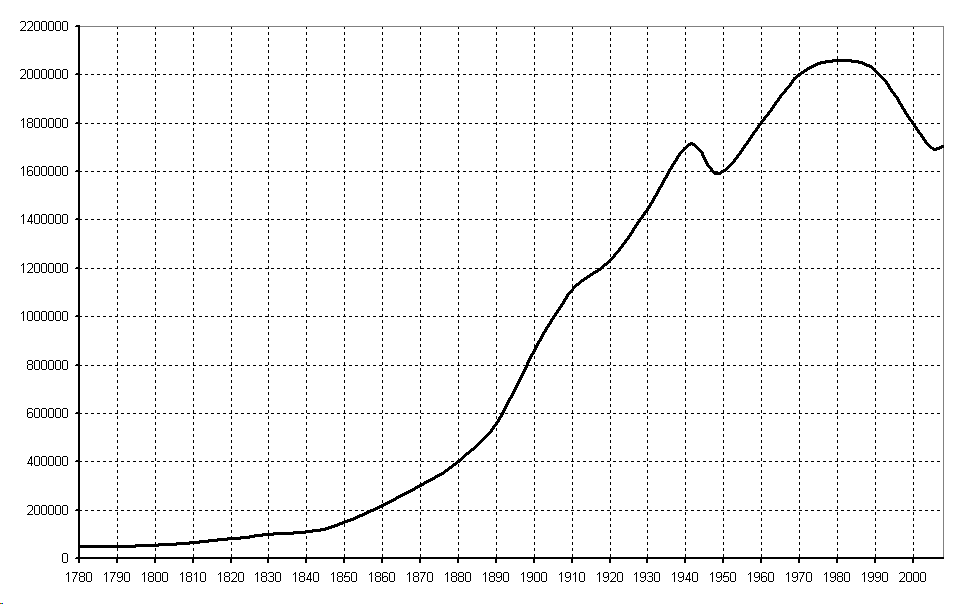
Budapest népességszámának változása 1780 és 2008 között

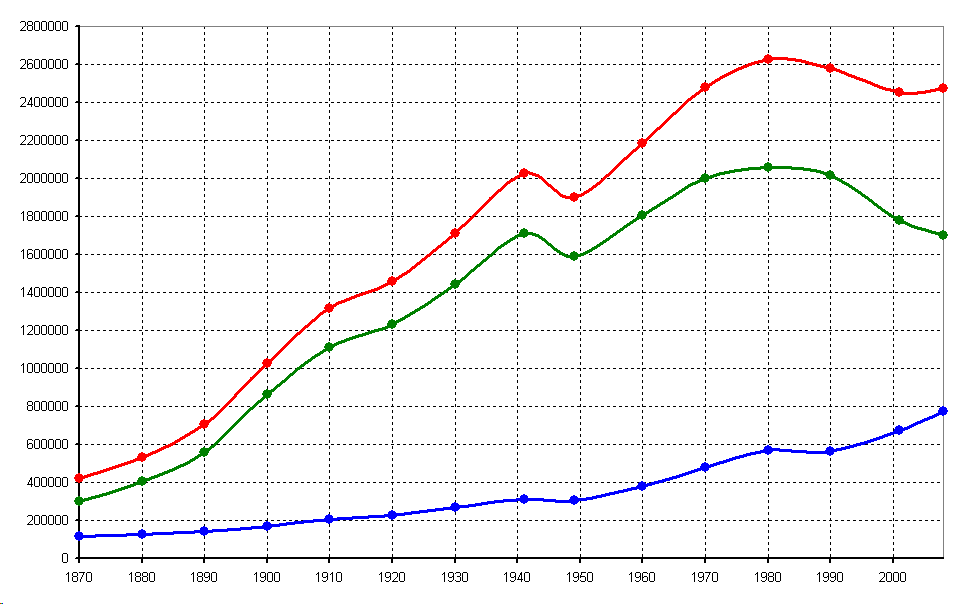
A budapesti agglomeráció népességfejlődése 1870 és 2008 között (piros: Budapesti agglomeráció, zöld: Nagy-Budapest, kék: Budapesti elővárosi övezet)

### Buda és Pest népessége
| Év   | Buda és Óbuda | Pest    | Budapest |
| ---- | ------------- | ------- | -------- |
| 1720 | 9 600         | 2 600   | 12 200   |
| 1780 | 21 665        | 13 550  | 35 215   |
| 1787 | 24 873        | 22 417  | 47 290   |
| 1799 | 24 306        | 29 870  | 54 176   |
| 1810 | 24 910        | 35 349  | 60 259   |
| 1813 | 34 066        | 36 153  | 70 219   |
| 1821 | 33 281        | 45 318  | 78.599   |
| 1831 | 38 565        | 64 137  | 102 702  |
| 1841 | 38 974        | 68 266  | 107 240  |
| 1848 | 40 500        | 110 516 | 151 016  |
| 1851 | 50 127        | 127 935 | 178 062  |
| 1869 | 79 873        | 200 476 | 280 349  |
| 1873 | 69 573        | 227 294 | 296 867  |
| 1881 | 75 794        | 284 757 | 370 767  |
| 1886 | 85 701        | 326 316 | 422 557  |
| 1891 | 92 465        | 399 772 | 506 384  |

### Nagy-Budapest népessége
| Év   | Népesség  |
| ---- | --------- |
| 1870 | 302,085   |
| 1880 | 402,706   |
| 1890 | 560,079   |
| 1900 | 861,434   |
| 1910 | 1,110,453 |
| 1920 | 1,232,026 |
| 1930 | 1,442,869 |
| 1941 | 1,712,791 |
| 1949 | 1,590,316 |

| Év   | Népesség  |
| ---- | --------- |
| 1960 | 1,804,606 |
| 1970 | 2,001,083 |
| 1980 | 2,059,226 |
| 1990 | 2,016,681 |
| 2001 | 1,777,921 |
| 2005 | 1,695,814 |
| 2010 | 1,721,556 |
| 2015 | 1,757,618 |

### A budapesti elővárosi övezet népessége
| Év   | Népesség |
| ---- | -------- |
| 1870 | 116,404  |
| 1880 | 127,850  |
| 1890 | 142,925  |
| 1900 | 166,192  |
| 1910 | 204,730  |
| 1920 | 227,423  |
| 1930 | 269,727  |
| 1941 | 312,611  |

| Év   | Népesség |
| ---- | -------- |
| 1949 | 307,566  |
| 1960 | 379,649  |
| 1970 | 479,242  |
| 1980 | 567,476  |
| 1990 | 562,759  |
| 2001 | 676,229  |
| 2005 | 724,488  |
| 2010 | 803,141  |

### A budapesti agglomeráció népessége
| Év   | Népesség  |
| ---- | --------- |
| 1870 | 418,490   |
| 1880 | 530,556   |
| 1890 | 703,004   |
| 1900 | 1,027,626 |
| 1910 | 1,315,183 |
| 1920 | 1,459,449 |
| 1930 | 1,712,596 |
| 1941 | 2,025,402 |

| Év   | Népesség  |
| ---- | --------- |
| 1949 | 1,897,882 |
| 1960 | 2,184,255 |
| 1970 | 2,480,325 |
| 1980 | 2,626,702 |
| 1990 | 2,579,440 |
| 2001 | 2,454,150 |
| 2005 | 2,421,831 |
| 2010 | 2,524,697 |